# Harald Heckmann
Harald Heckmann (* 6. Dezember 1924 in Dortmund; † 5. November 2023 in Königstein im Taunus) war ein deutscher Musikwissenschaftler und Hochschullehrer.

## Leben
Harald Heckmann studierte an der Universität Freiburg im Breisgau Musikwissenschaft bei Reinhold Hammerstein, Hermann Zenck und Wilibald Gurlitt sowie Kunstgeschichte bei Kurt Bauch, deutsche Literaturgeschichte bei Walther Rehm und Geschichte bei Gerd Tellenbach und Gerhard Ritter. Während seines Studiums wurde er Mitglied der AMV Alt-Straßburg Freiburg (Sondershäuser Verband). Er promovierte 1952, war bis 1954 Assistent von Wilibald Gurlitt, Mitarbeiter am Handwörterbuch der musikalischen Terminologie der Akademie der Wissenschaften und der Literatur Mainz und lehrte an der Musikhochschule Freiburg evangelische Kirchenmusikgeschichte und Hymnologie.
1954 wurde er mit dem Aufbau des Deutschen Musikgeschichtlichen Archivs in Kassel beauftragt, das er bis 1971 leitete und das von der Musikgeschichtlichen Kommission betreut wird. Von 1971 bis zu seiner Pensionierung im Jahre 1991 war er Vorstand des Deutschen Rundfunkarchivs in Frankfurt am Main, einer Stiftung der ARD.
Harald Heckmann verstarb am 5. November 2023 in Königstein im Taunus.

### Ehrenamtliche Funktionen
Heckmann war von 1959 bis 1974 zunächst Generalsekretär, dann bis 1977 Präsident der Internationalen Vereinigung der Musikbibliotheken, Musikarchive und Musikdokumentationszentren (internationale Bezeichnung: Association International des Bibliothèques Musicales, kurz: AIBM). Nach seiner Präsidentschaft wurde er zum Ehrenpräsidenten der Vereinigung ernannt. Zwischen 1960 und 1980 war er zudem Sekretär, danach bis 2004 Präsident des Répertoire International des Sources Musicales (RISM), wo er später ebenfalls Ehrenpräsident war. Von 1971 bis 2002 war Heckmann Mitglied der Deutschen Musikgeschichtlichen Kommission. Er gehörte 1972 zu den Gründern des Répertoire International d’Iconographie Musicale (RIdIM) und war dort bis 1989 Vizepräsident. Ebenfalls war er 1969 Mitgründer und bis 1992 Vizepräsident des Répertoire International de Littérature Musicale (RILM).
Von 1990 bis 2003 fungierte er als Präsident der Internationalen Schubert-Gesellschaft und war dort danach Ehrenmitglied. Von 1985 bis 1991 gehörte Heckmann dem Bibliotheksausschusses der Deutschen Forschungsgemeinschaft (DFG) an. Heckmann war ab 1975 Mitglied und in den Jahren von 1982 bis 1992 Vorsitzender des Musikbeirats der Deutschen Bibliothek sowie Mitglied in deren Verwaltungsrat.
Von 1983 bis 2009 war er zusammen mit Gerhard Mantel verantwortlich für die Kammermusik-Programme der Robert-Schumann-Gesellschaft Frankfurt am Main. Heckmann erhielt 1979 die Kasseler Stadtmedaille, 1988 die Goldene Mozart-Nadel der Internationalen Stiftung Mozarteum und 2000 den Verdienstorden der Bundesrepublik Deutschland (Verdienstkreuz 1. Klasse) verliehen.

## Schriften
Bücher
- Wolfgang Caspar Printz (1641–1717) und seine Rhythmuslehre. Diss. phil. Freiburg i. Br. 1952 (mschr.)
- als Hrsg.: Elektronische Datenverarbeitung in der Musikwissenschaft. Regensburg 1967.

Aufsätze
- Arbeiten zur Musikdokumentation, zur Überlieferungsgeschichte der Musik, zur Musik-Ikonographie, zum Einsatz der EDV in der Musikwissenschaft, zur Aufführungspraxis älterer Musik u. a.

Editionen
- Deutsches Musikgeschichtliches Archiv Kassel. Katalog der Filmsammlung, Kassel/Basel, fortlaufend 1953 bis 1972.
- Documenta Musicologica. Reihe I Druckschriften–Faksimiles, Kassel u. a. 1953 ff.; Reihe II, Handschriften–Faksimiles ebd. 1955ff. (1961 bis 1972 Vorsitz des jeweiligen Redaktionskomitees beider Reihen).
- mit Walter Gerstenberg, Heinrich Husmann: Kongress-Bericht Gesellschaft für Musikforschung Hamburg 1956, Kassel/Basel 1957.
- Catalogus Musicus, Eine musikbibliographische Reihe (1963 bis 1969 Vorsitzender des Publikationsausschusses, 1969 bis 1973 zusammen mit H. Heussner).
- S. de Brossard: Dictionnare de musique. Seconde edtition 1705, Faksimile mit Einleitung, Hilversum 1965.
- mit Wolfgang Rehm: Zum Geleit. In: Festschrift Mélanges offerts à Vladimir Féderov à l’occasion de son soixante-cinquième anniversaire. (Fontes Artis Musicae 13/1,1966)  JSTOR:23504582
- mit Norbert Böker-Heil, Ilse Kindermann: Das Tenorlied, Mehrstimmige Lieder in deutschen Quellen 1450–1580. Hrsg. vom Deutschen Musikgeschichtlichen Archiv Kassel und dem Staatlichen Institut für Musikforschung Preußischer Kulturbesitz Berlin, Bd. 1: Drucke, Kassel u. a. 1979, Bd. 2: Handschriften., ebd. 1982, Bd. 3: Register, ebd. 1986
- mit Dietrich Berke: Festschrift. Wolfgang Rehm, Kassel u. a. 1989.
- mit Monika Holl, Hans Joachim Marx: Musikalische Ikonographie. Tagungsber. Hamburg 1991, Laaber 1994.
- Nachschlagewerke zur Musik. Internationale Musik-Sach-Lexika vom 17. bis zum frühen 19. Jh., Mikfrofiche-Edition, München 1999.

Musik-Editionen
- W. A. Mozart, Chöre und Zwischenaktmusiken zu Thamos, König in Ägypten, KV 345 (336a), Neue Mozart-Ausgabe (NMA) II/6, Bd. 1, Kassel u. a. 1956, 2/1973; dazu Krit. Ber., ebd. 1958.
- W. A. Mozart, Musik zu Pantomimen und Balletten, NMA II/6, Bd. 22, 1963; dazu Krit. Ber.
- Chr. W. Gluck, La Rencontre imprévue / Die Pilger von Mekka; Sämtl. Werke IV, Bd. 7, ebd. 1964.